# Masters de Montecarlo 2001
El Masters de Montecarlo 2001 fue un torneo de tenis masculino jugado sobre tierra batida. Fue la 95.ª edición de este torneo. Se celebró entre el 16 y el 22 de abril de 2001.

## Campeones

### Individuales
Gustavo Kuerten vence a  Hicham Arazi, 6–3, 6–2, 6–4.

### Dobles
Jonas Björkman /  Todd Woodbridge vencen a  Joshua Eagle /  Andrew Florent, 3–6, 6–4, 6–2.